# Valery Volkov
Valerij Volkov, född den 26 juli 1947 i Jaroslavl i Ryssland, är en sovjetisk ryttare.
Han tog OS-guld i lagtävlingen i fälttävlan i samband med de olympiska ridsporttävlingarna 1980 i Moskva.